# Sphaeramene flausinae
Sphaeramene flausinae is een pissebed uit de familie Sphaeromatidae. De wetenschappelijke naam van de soort is voor het eerst geldig gepubliceerd in 1966 door Loyola e Silva.